# 早埼 (給糧艦)
早埼(はやさき)は、日本海軍の運送艦(給糧艦)。
杵埼型給糧艦の1隻。
艦名は岬の名で、早埼は宮城県牡鹿半島東岸、女川湾の南角に当たる。

## 艦歴
昭和16年(1941年)度(後にマル臨計画と呼称)に雑役船として計画された。
1941年(昭和16年)12月2日、大阪鉄工所桜島工場で起工、
1942年(昭和17年)4月8日早埼(ハヤサキ)と命名、
同日、特務艦類別等級で運送艦、杵埼型に類別された。
5月12日進水、8月31日竣工した。
太平洋戦争では主に糧食補給任務に従事した。
1942年(昭和17年)9月5日、横須賀に回航し、整備を実視した。
9月6日連合艦隊付属に編入。
12月8日横須賀を出港、以後ラバウルへの補給のために2往復した。
1943年(昭和18年)2月7日、ラバウル附近で敵潜水艦グロウラーに衝突。
3月2日に横須賀に帰港、修理を行った。
4月3日横須賀出港、マーシャル方面の補給任務。
5月23日横須賀出港、ラバウル方面の補給任務。
7月21日横須賀に入港し、兵装改造工事を行った。
8月16日横須賀出港、ラバウル方面の補給任務に従事。
11月2日ラバウルで爆撃を受け、直撃弾2発が命中した。
12月2日横須賀入港、横浜で修理を行った。
1944年(昭和19年)3月19日横須賀出港、以降はパラオ、ダバオ、タウイタウイ、スラバヤ方面の補給任務に従事した。
9月14日シンガポールに入港し、修理を行った。
10月5日シンガポール出港、スラバヤ、セレベスの艦船に補給を行った。
12月2日スラバヤ入港。
1945年(昭和20年)5月7日にスマトラ北方で触雷、シンガポールで修理中に終戦を迎えた。
同年10月5日(日本海軍籍より)除籍。
1946年(昭和21年)2月20日に特別輸送艦に指定され、
復員輸送に従事、その後特別保管艦に指定された。
第1回から第3回の艦艇引渡に際しては早埼が同行して回航員の帰路の便乗用に使用された。
第2回は1947年(昭和22年)7月26日に佐世保を出港している。
第4回、早埼はソ連引渡の第1群として9月28日に舞鶴を出港(第2群は佐世保発)、10月1日にナホトカ着、
10月3日、早埼は賠償艦としてソ連に引き渡された。
同日付で早埼は横須賀地方復員局所管から解かれた(除籍)。
1949年から1950年にかけて同艦が芝浦ふ頭でたびたび見られたという。